# Ермоловщина (Витебская область)
Ермоловщина (бел. Ермалаўшчына) — деревня в Бешенковичском районе Витебской области Беларуси. Входит в состав Улльского сельсовета.

## География
Деревня находится в центральной части Витебской области, к западу от реки Уллы, к северу от автодороги Н-2023, на расстоянии приблизительно 19 километров (по прямой) к северо-западу от городского посёлка Бешенковичи, административного центра района. Абсолютная высота — 139 метров над уровнем моря. Площадь населённого пункта — 0,0131 км².

## История
По состоянию на 1906 год, в деревне насчитывалось 15 дворов и проживало 115 человек (59 мужчин и 56 женщин). В административном отношении входила в состав Шапчинского сельского общества Мартиновской волости Лепельского уезда Витебской губернии.
До 2004 года Ермоловщина входила в состав Сокоровского сельсовета.

## Население
По данным переписи 2019 года, постоянное население в деревне отсутствовало.
| Год  | Население, человек |
| ---- | ------------------ |
| 1906 | 115                |
| 2009 | ↘ 0                |
| 2019 | → 0                |